# Chanfle

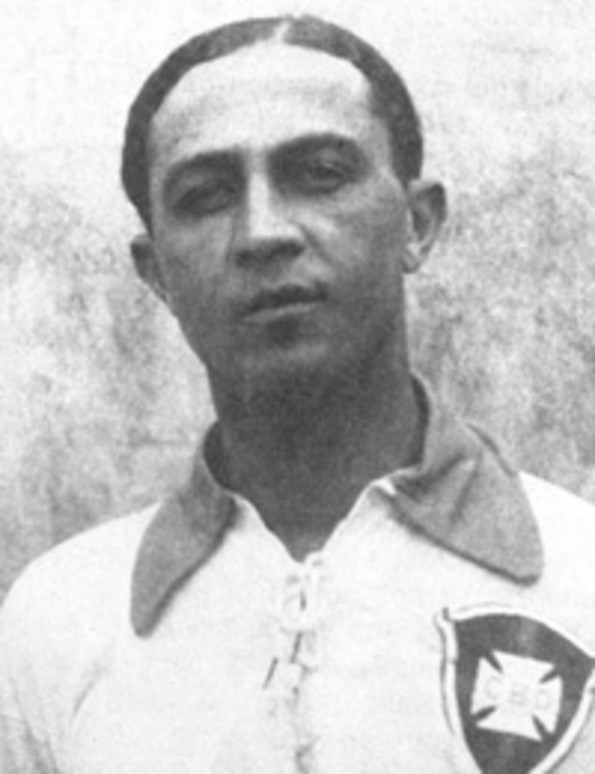
Arthur Friedenreich, futbolista que registró por primera vez esta técnica.

Chanfle es un término utilizado en diversos países de América Latina para describir un tipo de golpe en el fútbol, mediante el cual el jugador impacta el balón con el borde interno del pie, el empeine total o mediante la técnica conocida como trivela, con el objetivo de imprimirle un efecto curvo a su trayectoria. Esta técnica produce lo que en España se denomina simplemente efecto, y se utiliza para lograr desplazamientos precisos que sorteen barreras defensivas o generen desviaciones difíciles de anticipar por el arquero.
El término chanfle proviene del sustantivo homónimo que alude a un golpe o corte producido en un objeto, particularmente en el sentido de un corte en bisel, es decir, una modificación angular que suaviza una arista recta. Esta acepción, de uso extendido en varios países sudamericanos, remite a la noción de alterar un ángulo recto (90°) hacia uno más agudo, como 45° u otros. Según la Real Academia Española, su segunda acepción lo equipara a chaflán (u ochava), términos arquitectónicos que designan precisamente este tipo de cortes oblicuos. En el contexto futbolístico, esta metáfora visual y mecánica se adapta al efecto curvo que el balón adquiere tras ser golpeado con determinada técnica.
El humorista mexicano Roberto Gómez Bolaños, conocido como Chespirito, incorporó el término chanfle al repertorio lingüístico de sus personajes televisivos en programas como El Chavo del Ocho y El Chapulín Colorado. Motivado por su afición a las palabras que comienzan con la sílaba «ch», y por su vínculo con el fútbol —deporte recurrente en su obra—, Gómez Bolaños reutilizó el vocablo extraído del ámbito futbolístico y técnico para dotarlo de una carga expresiva humorística y reconocible. En el contexto de sus personajes, «¡Chanfle!» viene a sustituir expresiones como el tan usado en México «¡Órale!» o «¡Caramba!», o los arcaicos «¡Recórcholis!» o «¡Cáspita!», e incluso sustituye expresiones altisonantes. En México no se usa coloquialmente, pero en otros países donde los programas de Gómez Bolaños han tenido enorme éxito aparentemente, han logrado permear el habla común de la gente, que llega a usar este término de manera similar al contexto de los programas de TV. Es decir, como interjección tanto de sorpresa (¡Chanfle!) como de irritación (¡Me lleva el chanfle!). Así mismo en 1979 realizó un largometraje siendo él mismo el protagonista usando esta técnica por apodo.
En fútbol es el efecto puesto sobre el balón que lo hace rotar cuando es pateado. Este efecto se aplica golpeando la bola tangencialmente con la parte interna o externa del botín, dependiendo en qué dirección se desea se produzca la comba. El chanfle se produce cuando la bola es pateada con la parte interna o externa del pie para producir efecto o rotación del balón.
Se atribuye al futbolista brasileño Arthur Friedenreich (1892-1969) (1379 goles, cifra no oficial) el descubrimiento y desarrollo de la técnica de pegarle a la bola para producir el chanfle. (Dudoso. No hay fuente)
El chanfle es evidente en los tiros libres, tiros fuera del área y pases al centro. La diferencia entre los balones también puede afectar la magnitud del efecto. Los balones tradicionales de cuero son muy pesados y por lo tanto se requiere gran habilidad para producir el chanfle, mientras que los balones modernos como el Teamgeist requieren un esfuerzo mucho menor.

## Usos

### Tiros libres
Especialistas en tiros libres como José Luis Sierra Pando, Nolberto Solano, Roberto Carlos, Mihajlović, Andrea Pirlo, Juan Arango, Shunsuke Nakamura, David Beckham, Lionel Messi, Ronaldinho o Juan Román Riquelme colocan la pelota con la válvula de aire hacia abajo y le pegan con la parte interna del pie para que apunte hacia afuera, pero con el efecto finalmente cambia la trayectoria hacia dentro de la portería. Aplican bastante efecto a la bola haciéndola elevar por encima y alrededor de la barrera, o caer rápidamente para ponerla fuera del alcance del guardameta. Los guardametas generalmente organizan la barrera para cubrir un lado de la portería y tener visibilidad de la bola en el lado opuesto. El tiro libre con chanfle puede por lo tanto curvarse por dentro de la barrera y lejos del guardameta, por fuera de la barrera y hacia el interior del poste, o sobre la barrera.
Chanfletazo también se usa en términos de fútbol al igual que dar efecto a un balón (“con chanfle” o "con rosca"). Se emplea en Sudamérica como lenguaje coloquial a darle a una pelota de cualquier forma, es decir, cualquier efecto no definido sin importar el resultado.

### Tiros de esquina
El chanfle es una técnica bastante efectiva cuando se cobran tiros de esquina. El tiro de esquina puede hacer comba lejos del guardameta para distraerlo y luego desviarse buscando un atacante preparado para cabecear, o hacer la curva hacia dentro y luego desviarse hacia el punto de penalti, donde un atacante puede hacer una volea y marcar el gol. Un tiro de esquina con suficiente chanfle puede desviarse dentro de la red hacia el gol sin que sea impactado por otro atacante. Este tipo de gol se llama gol olímpico.

### Pases
Menos obvio pero bastante útil es el pase con chanfle. Los pases efectivos son muchas veces el resultado de pases con chanfle alrededor de un oponente o defensa. El jugador que se caracterizaba por hacer pases y centros con chanfle es el alemán Manfred Kaltz, de hecho se le considera el inventor del centro con chanfle.

### Explicación
La razón por la cual un balón de fútbol hace comba se debe al efecto Magnus. Este se da cuando una bola que rota produce un remolino a su alrededor, con una parte del aire moviéndose con la bola y otra en oposición a la bola. La diferencia de presiones hace que la bola se desvíe antes de su recorrido para compensar el efecto.